# إسماعيل بلخي
إسماعيل بلخي (من مواليد عام 1918 وتوفيّ في كابل عام 1968) هو سياسي وأحد أبرز قادة الإصلاحيين في أفغانستان في القرن العشرين بالإضافةِ إلى كونه شاعرًا مبتكرًا وزعيمًا سياسيًا مشهورًا.

## الحياة المُبكّرة والتعليم
وُلد إسماعيل بلخي في عام 1918 لعائلةٍ من أهالي الهزارة في مقاطعة بلخاب ولاية سربل في شمال أفغانستان. تلقى تعليمًا مبكرًا في أفغانستان، وبعدها سافر إلى العراق لإجراء مزيدٍ من الدراسات في علم اللاهوت والفقه الإسلامي.

## المسيرة المهنية
تعرّف بلخي على الحركات الإصلاحية الشعبية في ذلك الوقت في الشرق الأوسط؛ فحاول «استيرادها» إلى وطنهِ الأم وبدأ في نشرها بحماسة في أوساط المجتمع الأفغاني.